# Texas (Australia)
Texas – miasto w Australii, w stanie Queensland.